# Эмгыр вар Эмрейс
Эмгыр вар Эмрейс (пол. Emhyr var Emreis) — персонаж литературного цикла «Ведьмак» польского писателя Анджея Сапковского и его экранизаций, император Нильфгаарда.

## История персонажа
В книгах Анджея Сапковского Эмгыр вар Эмрейс — сын императора Фергуса вар Эмрейса. Его отца свергли, а Эмгыр смог спастись бегством, но был заколдован: каждый день он превращался в чудовищного ежа и только по ночам опять становился человеком. Он поселился в Эрленвальде под именем Йож. Эмгыру удалось спасти короля Цинтры Рёгнера, и тот пообещал ему в благодарность «то, что оставил дома, но о чём не знает». Позже выяснилось, что это новорожденная дочь Рёгнера Паветта. Спустя 15 лет Йож получил эту принцессу в жёны, после чего заклятие разрушилось, и он перестал превращаться в чудовище.
Паветта родила Йожу дочь Цириллу. Позже в результате кораблекрушения, подстроенного чародеем Вильгефорцем, Паветта утонула, а её мужа тоже сочли погибшим, но в действительности он вернулся в Нильфгаард и захватил императорский престол. Эмгыр создал сильную армию и начал завоевание северных королевств. В ходе двух кровопролитных войн он смог присоединить к своей империи земли к югу от реки Яруга.
В польском сериале «Ведьмак» (2002) Йожа из Эрленвальда сыграл Дариуш Якубовски. В американском сериале, первый сезон которого вышел на экраны в 2019 году, его сыграл Барт Эдвардс. В первом сезоне появляется только Дани/Йож из Эрленвальда, об истинном происхождении которого ещё не сообщается. При этом герои-нильфгаардцы в течение всего сезона с большим пиететом упоминают Белое пламя; по-видимому, для подданных Эмгыр стал предметом религиозного культа (один из рецензентов отметил, что незнакомый с книгами Сапковского зритель не поймёт смысл слов «Белое пламя»). Во втором сезоне Эмгыр впервые появляется под своим настоящим именем. В финале сезона выясняется, что он — отец Цири. Критики явно ждали, что он займёт важное место в сюжете третьего сезона, но в первых пяти сериях это не произошло. Соответственно рецензент Брэдли Рассел назвал Эмгыра «главной жертвой третьего сезона».

## На монетах
Изображение Эмгыра появилось на одной из коллекционных монет, отчеканенных компанией Mennica Gdańska и посвящённых сериалу «Ведьмак» от Netflix. Это монета диаметром 10 сантиметров и весом около килограмма, которая формально является платёжным средством острова Ниуэ. На ней изображена сцена помолвки Эмгыра (в те времена жившего под именем Йож из Эрленвальда) и Паветты.

## Оценки образа
У Сапковского Эмгыр изображён как создатель могущества Нильфгаарда. Литературоведы видят здесь явную аналогию с Германией XVIII—XX веков, захватившей значительную часть Польши (речь либо о разделах Речи Посполитой, либо о двух мировых войнах). Некоторые рецензенты считают Нильфгаард «могущественной бюрократической империей, представительницей имперского унифицирующего начала, в противоположность феодальной Европе».